# Joseph Arthur Calixte Éthier
Ne doit pas être confondu avec Joseph Éthier.
Pour les personnes ayant le même patronyme, voir Éthier.
Joseph Arthur Calixte Éthier (26 mai 1868-14 août 1936) est un avocat, procureur de la couronne et homme politique fédéral et municipal du Québec.

## Biographie
Né à Saint-Benoît dans le comté de Deux-Montagnes, il étudia au Collège de Montréal. Nommé au Barreau du Québec en 1895, il fut nommé au Conseil du Roi en 1906. Il servit comme député-protonotaire du district de Terrebonne de 1888 à 1895 et comme procureur de la couronne du district à partir de 1901. Il entama sa carrière politique en devenant maire de la municipalité de Saint-Scholastique de 1899 à 1906.
Élu député du Parti libéral du Canada dans la circonscription fédérale de Deux-Montagnes en 1896, il fut réélu en 1900, lors de l'élection partielle de 1903, en 1904, 1908, 1911 et dans Laval—Deux-Montagnes en 1917 et en 1921. Il ne se représenta pas en 1925.